# Der Meteor
Der Meteor ist ein Theaterstück von Friedrich Dürrenmatt. Die Komödie wurde am 20. Januar 1966 unter der Regie von Leopold Lindtberg mit Leonard Steckel in der Hauptrolle am Schauspielhaus Zürich uraufgeführt.

## Inhalt
Der Literaturnobelpreisträger Wolfgang Schwitter ist nach langwierigem Leiden endlich in der Klinik verstorben. Das Stück setzt allerdings da ein, als Schwitter, auferstanden von den Toten, in sein altes Atelier zurückkehrt, am längsten Tag des Jahres (rechnerisch gesehen also am 21. Juni), trotz der Hitze in einem dicken Pelzmantel, in den Händen zwei Koffer und unter die Arme geklemmt zwei große Kerzen. In dem Atelier, wo vor vierzig Jahren Schwitter sich als Maler versuchte, lebt nun ein anderer Maler, Hugo Nyffenschwander, mit seiner Frau Auguste und Zwillingstöchtern. Schwitter möchte im Atelier sterben, seiner Einschätzung nach geht es sowieso nur noch zehn Minuten, bis es so weit ist. Er mietet das Atelier und schickt die beiden raus.
Aber anstatt in Ruhe wegzudämmern, bekommt er nun ständig Besuch, die Besucher drücken sich fast die Klinke in die Hand. Als Erstes kommt der Krankenhauspfarrer, der Schwitter darüber aufklärt, dass er auferstanden ist. Der körperlich labile Pfarrer stirbt vor Aufregung ob dieses Wunders, nachdem er Schwitter geholfen hat, dessen eineinhalb Millionen und die Manuskripte zu vernichten. Als Nächstes kommt der Hausbesitzer, der „große Muheim“. Diesem versichert Schwitter glaubhaft, er habe damals keine Miete zahlen müssen, weil er regelmäßig mit Muheims Frau geschlafen habe. Muheim ist am Boden zerstört, weil die Liebe zu seiner Frau ihn aufrecht gehalten hat. Schwitters Frau, Olga, sucht nun ihren Mann auf, um ihn nach Hause zu holen. Schwitter, der jedoch mit seinem Leben abschließen möchte, verstößt die aufrecht liebende Frau. Stattdessen schläft Schwitter mit Auguste, nachdem er noch seinen Sohn ohne das erhoffte Erbe abgefertigt hat.
Im zweiten Akt liegt Schwitter tot im Bett des Ateliers, sanft in den Armen von Auguste entschlafen. Der Kritiker Georgen hält einen vernichtenden Nekrolog auf die Literatur Schwitters. Auguste verlässt ihren Mann, weil sie für ihn nur ein Modell war. Schwitter steht wieder von den Toten auf, bekommt wieder Besuch von Muheim und wird Zeuge, wie dieser in rasender Wut den Maler die Treppe hinunterstößt. Der Maler stirbt. Muheim wird von der Polizei abgeführt. Schlatter, monatelang Schwitters Leibarzt, versucht ihn dazu zu überreden, mit in die Klinik zu kommen, damit er seinen Patienten richtig untersuchen kann und somit seinen angeschlagenen Ruf – zweimal stellte er Schwitters Tod fest – zu reparieren. Schwitter weigert sich. Nun kommt noch Koppen, Schwitters Verleger, der nun ruiniert ist, da der Nobelpreisautor Geld verbrannt hat, das zum Teil dem Verlag gehörte. Frau Nomsen ist die nächste Besucherin, Olgas Mutter. Sie teilt ihrem Schwiegersohn mit, dass sich Olga aufgrund der vergeblichen Gefühle für Schwitter umgebracht hat. Die gesundheitlich schwer angeschlagenen Frau Nomsen stirbt in Schwitters Anwesenheit. Nun wird es Schwitter angst und bange, ihm wird klar, dass er nicht sterben kann. Die auftauchende, ihn besingende Heilsarmee gibt ihm den Rest. In aufbäumender Verzweiflung erwürgt Schwitter den Major Friedli von der Heilsarmee. Das Stück endet mit Posaunenklängen und seinem Ausruf: „Wann krepiere ich denn endlich!“.

## Theaterfotografien der Uraufführung am Schauspielhaus Zürich
Alle Bilder, Probe und Aufführung: Comet Photo, Bildarchiv der ETH Zürich, 1966 und 1967

Leopold Lindtberg im Gespräch mit Friedrich Dürrenmatt, Foto: Jack Metzger
Proben, v. l. im Vordergrund: Friedrich Dürrenmatt, Leopold Lindtberg und Leonard Steckel, rechts: Peter Brogle, Foto: Jack Metzger
Wolfgang Reichmann als Professor Schlatter, Chirurg, und Friedrich Dürrenmatt
links: Peter Brogle als Hugo Nyffenschwander, Kunstmaler, rechts: Leonard Steckel in der Hauptrolle des Wolfgang Schwitter
Leonard Steckel